# Enrico Bellavia
Enrico Bellavia (Palermo, 1965) è un giornalista e saggista italiano.

## Biografia
Giornalista, in attività dal 1985, prima in tv locali poi nei quotidiani siciliani. Dal 1997 alla redazione palermitana de la Repubblica e poi a quella romana dal 2012. Nel gennaio 2021 è stato designato caporedattore centrale de L'Espresso, per poi diventarne vicedirettore.
È direttore de L'Espresso dal gennaio 2024, fino al maggio dello stesso anno.

## Opere
- Falcone Borsellino. Mistero di Stato, scritto con Salvo Palazzolo, Edizioni della Battaglia, Palermo, 2002, ISBN 88-876-3012-7
- Voglia di mafia. La metamorfosi di Cosa Nostra da Capaci ad oggi, scritto con Salvo Palazzolo, Carocci Editore, 2005, ISBN 88-430-3486-3
- Iddu. La cattura di Bernardo Provenzano, scritto con Silvana Mazzocchi, Baldini Castoldi Dalai Editore, 2007, ISBN 88-6073-225-5
- Il cappio, scritto con Maurizio De Lucia, BUR Futuropassato, 2009, ISBN 978-88-17-03270-4
- Un uomo d'onore, BUR Futuropassato, 2010, ISBN 88-17-03895-4
- Soldi Sporchi. Come le mafie riciclano miliardi e inquinano l'economia mondiale, scritto con Pietro Grasso, Baldini Castoldi Dalai Editore, 2011
- Sbirri e padreterni. Storie di morti e fantasmi, di patti e ricatti, di trame e misteri, Laterza, 2016, ISBN 9788858126097
- Negazione, Laurana Editore, 2021
- L'Ostaggio, Zolfo, 2022